# Gran Premio motociclistico di Svizzera
Il Gran Premio motociclistico di Svizzera è stato una delle prove del motomondiale.

## La storia
Disputatosi per la prima volta nel 1922, e valido per il Campionato Europeo nel 1927, 1937, 1938 e 1947, la gara entrò a far parte del Motomondiale sin dalla sua edizione iniziale.
La gara si disputò sino al 1954; l'edizione 1955, inizialmente prevista, fu annullata a seguito del gravissimo incidente alla 24 Ore di Le Mans di quell'anno; il 19 dicembre 1958 l'Assemblea federale approvò la nuova legge sulla circolazione della strada, che all'articolo 52 vietava sul territorio della Confederazione tutte le gare di velocità con veicoli a motore in circuito alla presenza di pubblico salva autorizzazione del Consiglio federale, cosa che di fatto renderà impossibile svolgere il GP.
Curiosamente nelle prime sei edizioni della corsa, le classi di maggior cilindrata, 350 e 500, furono appannaggio esclusivo di piloti britannici con Leslie Graham che ottenne 4 vittorie al pari di Fergus Anderson (1 ottenuta però in classe 250) mentre Geoff Duke ne ottenne 3.
Altra particolarità è quella che la classe 125 venne disputata in un'unica occasione, nella prima edizione, mentre le altre categorie vennero disputate in ogni edizione.
Un GP di Svizzera, non valido per il Mondiale, sarà comunque organizzato nel 1959 a Locarno, mentre un altro, valido per il Mondiale Formula 750 e per la classe sidecar, sarà disputato nel 1979 sul Circuito Paul Ricard in territorio francese.

## Albo d'oro
| Anno | Circuito   | classe 125                | classe 250                  | 350cc                       | 500cc                       | Sidecar                   | Resoconto |
| ---- | ---------- | ------------------------- | --------------------------- | --------------------------- | --------------------------- | ------------------------- | --------- |
| 1949 | Bremgarten | Nello Pagani (FB Mondial) | Bruno Ruffo (Moto Guzzi)    | Freddie Frith (Velocette)   | Leslie Graham (AJS)         | Oliver-Jenkinson (Norton) | Resoconto |
| 1950 | Ginevra    |                           | Dario Ambrosini (Benelli)   | Leslie Graham (AJS)         | Leslie Graham (AJS)         | Oliver-Dobelli (Norton)   | Resoconto |
| 1951 | Bremgarten |                           | Dario Ambrosini (Benelli)   | Leslie Graham (Velocette)   | Fergus Anderson(Moto Guzzi) | Frigerio-Ricotti (Gilera) | Resoconto |
| 1952 | Bremgarten |                           | Fergus Anderson(Moto Guzzi) | Geoff Duke (Norton)         | Jack Brett (AJS)            | Milani-Pizzocri (Gilera)  | Resoconto |
| 1953 | Bremgarten |                           | Reg Armstrong (NSU)         | Fergus Anderson(Moto Guzzi) | Geoff Duke (Gilera)         | Oliver-Dibben (Norton)    | Resoconto |
| 1954 | Bremgarten |                           | Rupert Hollaus (NSU)        | Fergus Anderson(Moto Guzzi) | Geoff Duke (Gilera)         | Noll-Cron (BMW)           | Resoconto |

| Anno | Circuito    | classe 750 1a manche    | classe 750 2a manche   | Sidecar B2B                   | Resoconto |
| ---- | ----------- | ----------------------- | ---------------------- | ----------------------------- | --------- |
| 1979 | Paul Ricard | Michel Frutschi(Yamaha) | Johnny Cecotto(Yamaha) | Biland-Waltisperg(LCR-Yamaha) | Resoconto |